# Felsőorbó

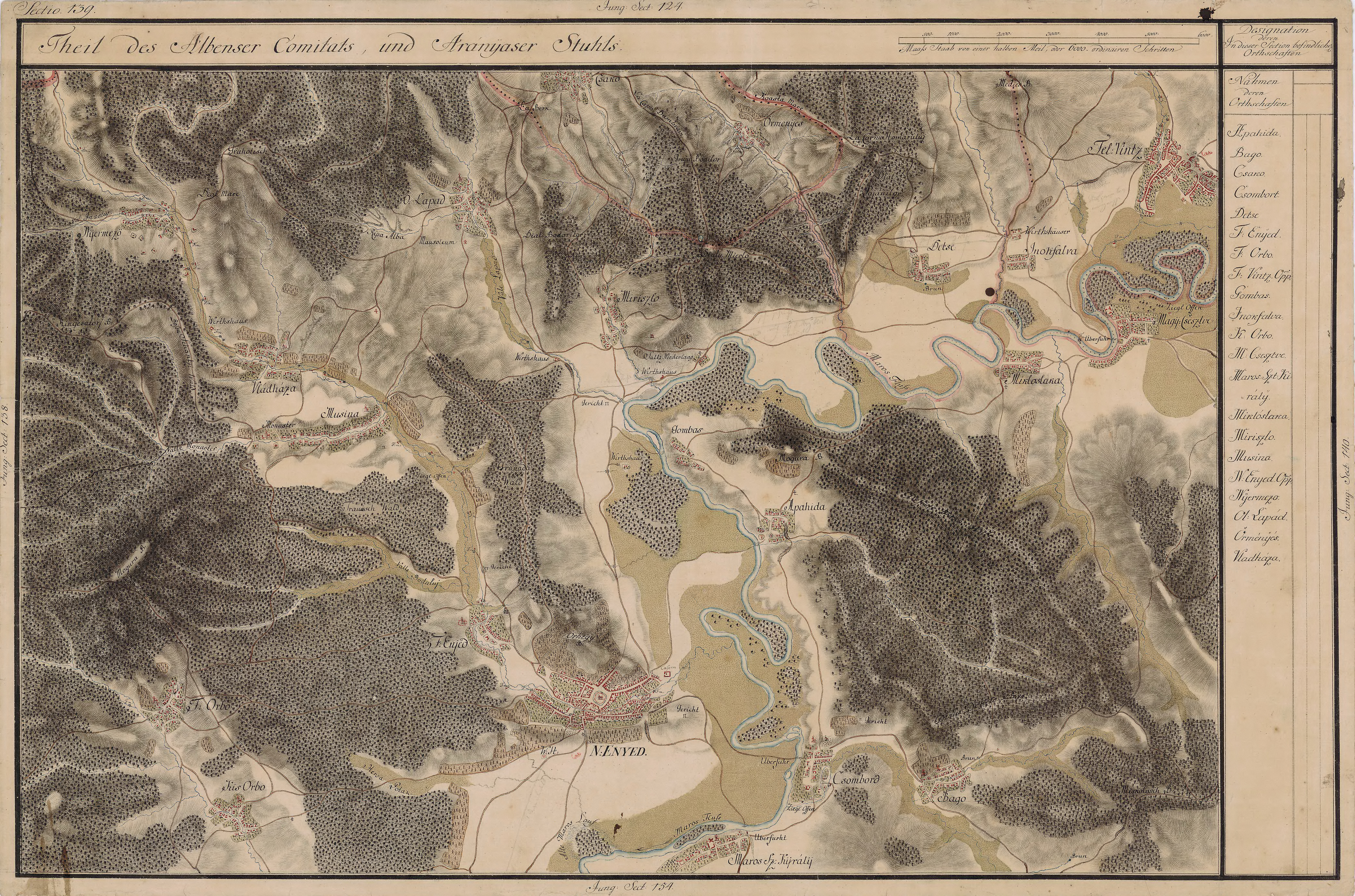
Felsőorbó egy régi térképen

Felsőorbó románul: Gârbova de Sus, falu Romániában, Erdélyben, Fehér megyében.

## Fekvése
Nagyenyedtől nyugatra, az Orbó felső völgyében fekvő település.

## Története
Felsőorbó, Orbó nevét 1505-ben említette először oklevél Felsöorbo, Oláhorbo néven. Későbbi névváltozatai: 1733-ban Felsö-Girbo, 1750-beb Felsö-Gerbou, 1805-ben Girbo, 1808-ban Orbó (Felső-), Orbau, Girbová de szusz, 1861-ben Felső-Orbó, 1888-ban Felső-Orbó (Girbova din szusz), 1913-ban Felsőorbó.
A trianoni békeszerződés előtt Alsó-Fehér vármegye Nagyenyedi járásához tartozott. 1910-ben 831 lakosából 824 román, 7 magyar volt. Ebből 805 görögkeleti ortodox, 19 görögkatolikus volt.

## Nevezetességek
- A falutól 300 méterre nyugatra, a régi temetőben 14–15. századi templom romja található; a romániai műemlékek jegyzékében a AB-II-m-B-00226 sorszámon szerepel.